# 차콜 비스킷

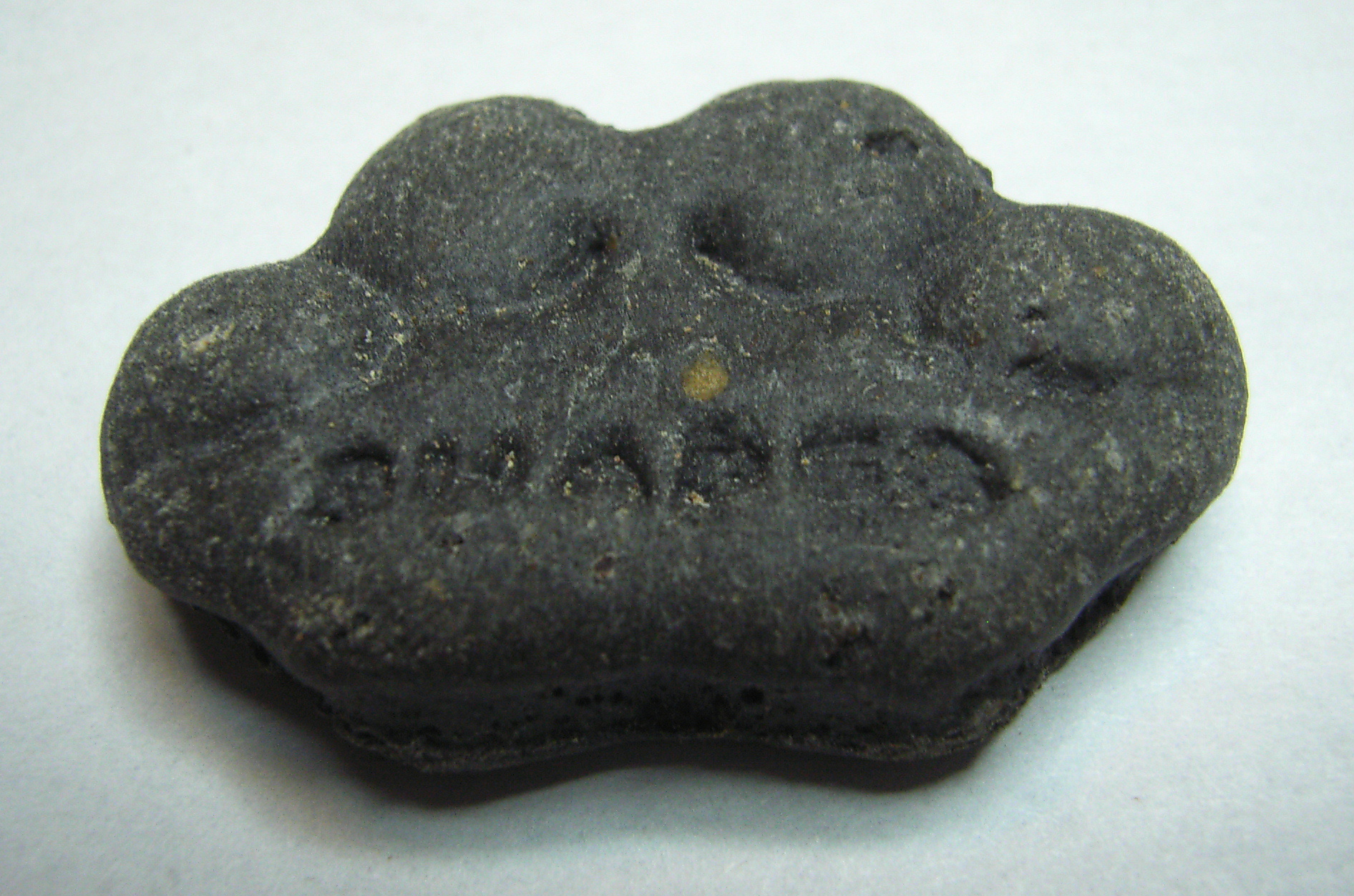
강아지용 차콜 비스킷

차콜 비스킷(Charcoal biscuit)은 소화를 돕기 위해 숯을 섞은 비스킷이다. 19세기 잉글랜드에서 처음 만들어졌다.